# Chloroselas arabica
Chloroselas arabica is een vlinder uit de familie van de Lycaenidae. De wetenschappelijke naam van de soort is voor het eerst gepubliceerd in 1932 door Norman Denbigh Riley.
De soort komt voor in Jemen en Noord-Somalië.